# Saitidops clathratus
Saitidops clathratus là một loài nhện trong họ Salticidae.
Loài này thuộc chi Saitidops. Saitidops clathratus được Eugène Simon miêu tả năm 1901.